# Siphonophora progressor
Siphonophora progressor är en mångfotingart som beskrevs av Chamberlin 1922. Siphonophora progressor ingår i släktet Siphonophora och familjen Siphonophoridae. Inga underarter finns listade i Catalogue of Life.